# Daniel Wagner (atleta)
Daniel Wagner Jørgensen (Vejle, 3 giugno 1993) è un atleta paralimpico e snowboarder danese.
Specialista del salto in lungo, gareggia anche nelle specialità della velocità.

## Biografia
Da giovane era un appassionato sportivo e praticò sia lo snowboard che la ginnastica. Nel 2008, mentre tentava un doppio salto frontale su un trampolino durante uno spettacolo di ginnastica, atterrò male e si infortunò al ginocchio. Nell'intervento chirurgico, al quale fu sottoposto, i medici furono costretti ad amputargli la gamba.
Dato che la velocità faceva parte del suo precedente allenamento di ginnastica, Wagner scoprì di avere un talento per la corsa come atleta disabile, ed iniziò a praticare l'atletica leggera nel 2010. Classificato come atleta T42, ha rappresentato per la prima volta la Danimarca a livello internazionale quando è stato scelto per la squadra nazionale ai Campionati del mondo di atletica leggera paralimpica 2011 a Christchurch, in Nuova Zelanda dove prese parte ai 100 metri e ai 200 metri piani, ma non riuscì a salire sul podio in entrambi gli eventi. L'anno seguente fece parte della squadra della Danimarca che si recò a Londra per prendere parte ai XIV Giochi paralimpici estivi. Lì partecipò a tre eventi, i 100 e 200 metri e il salto in lungo, in cui giunse terzo, ottenendo la sua prima medaglia internazionale.
Nel 2013 partecipò al suo secondo Campionato del mondo, a Lione, dove oltre alle gare di velocità, partecipò alla gara del salto in lungo, finendo appena fuori dal podio in quarta posizione. L'anno seguente partecipò ai Campionati europei di atletica leggera paralimpica 2014 a Swansea dove vinse tre medaglie, un bronzo nei 200 metri e due argenti nei 100 metri e nel salto in lungo. Mostrando un continuo miglioramento nelle prestazioni ai Giochi paralimpici di Rio de Janeiro, senza però vincere alcuna medaglia, vinse in tutti e tre le sue gare ai Campionati del mondo di atletica leggera paralimpica 2015 a Doha. L'anno seguente, vinse la medaglia d'oro nel salto in lungo ai Campionati europei di atletica leggera paralimpica 2016 con un salto di 6,70 metri. Ciò lo portò ad una stagione di tornei che hanno visto Wagner e il rivale tedesco Heinrich Popow superare il record mondiale in diverse occasioni.

### Snowboard
Wagner aveva iniziato a praticare lo snowboard già da bambino e continuò a divertirsi dopo il suo incidente. Classificato come SB-LL, ha rappresentato la Danimarca ai Campionato mondiali paralimpici di snowboard del 2015 a La Molina. Partecipò a due eventi, snowboard cross e slalom, vincendo la medaglia di bronzo nella seconda specialità.
Fu l'unico atleta danese a partecipare ai XII Giochi paralimpici invernali a Pyeongchang, nella Corea del Sud dove fu portabandiera nella cerimonia di apertura.